# Queen Jane Approximately
Queen Jane Approximately is een lied van de Amerikaanse singer-songwriter Bob Dylan van zijn album Highway 61 Revisited. De single was eerst de B-kant van One of us must know (sooner or later), die uitgebracht werd in januari 1966 en de opvolger was van Can You Please Crawl Out Your Window?, maar in juli 1966 werden A- en B-kant omgedraaid. 

## Achtergrond
In het lied zingt Dylan over een Queen Jane en haar familie, haar relatie met haar hovelingen en die met bandieten. Over wie met Queen Jane bedoeld is, is veel gediscussieerd, Dylan zelf zegt dat het een man is. Het is niet de enige mysterieuze persoon op Highway 61 Revisited, dat vol staat met verwijzingen naar koningen, clowns, schurken, gokkers en diplomaten.

## De opname
Op 2 augustus 1965 tijdens de tweede reeks sessies voor het album Highway 61 Revisited werd het nummer in 7 takes opgenomen met Mike Bloomfield op gitaar, Al Kooper op orgel, Paul Griffin op piano, Bobby Gregg op drums en Harvey Brooks op bas. Producer was Bob Johnston, de geluidstechnici Roy Halee en Larry Keys. 